# Варфоломеев, Владимир Викторович
Влади́мир Ви́кторович Варфоломе́ев (род. 31 мая 1966) — российский журналист, первый заместитель главного редактора — директор службы информации радиостанции «Эхо Москвы» (1991—2022). Ведущий программ «Разворот» (дневной и утренний), «Особое мнение», «Большое Эхо».

## Биография
После обучения в средней школе и техникуме проходил срочную службу в Вооружённых силах СССР в 1985—1987 годах, где, в частности, принимал участие в ликвидации последствий аварии на Чернобыльской АЭС. В дальнейшем обучался на политинформатора. Был уволен за профнепригодность по истечении года обучения.
В марте 1991 года стал корреспондентом радиостанции «Эхо Москвы».
С августа 1991 года — ведущий новостных выпусков радиостанции «Эхо Москвы». Первый выход в эфир совпал с последним днём существования ГКЧП 22 августа.
В 1992—1993 годах был специальным корреспондентом радиостанции на Таджикско-афганской границе.
В 1994 году был направлен специальным корреспондентом в зону военного конфликта Первой чеченской войны.
В разные годы был руководителем информационного агентства «Эха Москвы», исполнял обязанности программного директора, главы службы информации и первого заместителя главного редактора радиостанции.
В марте 2012 года вместе с главным редактором радиостанции Алексеем Венедиктовым покинул совет директоров «Эха Москвы» в результате перемен в пользу «Газпром-медиа». В 2013 году решение об их возвращении в совет директоров поддержал назначенный генеральный директор «Газпром-медиа» Михаил Лесин.
В июне 2012 года вместе с группой других журналистов «Эхо Москвы» и Александром Подрабинеком был задержан возле пикета возле здания СКР. Пикет проводился в знак протеста против угроз, которые, по мнению журналистов, были высказаны руководителем Следственного Комитета Александром Бастрыкиным шеф-редактору «Новой газеты» Сергею Соколову.
После закрытия радиостанции весной 2022 года ушёл из журналистики.